# Landkreis Merzig-Wadern
Landkreis Merzig-Wadern er en Landkreis i den nord-vestlige del af den tyske delstat Saarland.  
Den grænser til følgende landkreise: Trier-Saarburg (Rheinland-Pfalz), St. Wendel, Saarlouis, det franske departement Moselle og landet Luxembourg.
Merzig fungere som administrationsby. 

## Geografi
Floden Saar løber igennem kreisen.

## Byer og kommuner
(indbyggere pr. 31. december 2008)
| Byer                                  | Kommuner                                                                                                   |
| ------------------------------------- | --- |
| 1. Merzig (30.770) 2. Wadern (16.767) | 1. Beckingen (15.583) 2. Losheim am See (16.543) 3. Mettlach (12.475) 4. Perl (7267) 5. Weiskirchen (6377) |